# Bassiwka (Lwiw)
Bassiwka (ukrainisch Басівка; russisch Басовка Bassowka, polnisch Basiówka) ist ein Dorf in der westukrainischen Oblast Lwiw mit etwa 1000 Einwohnern.

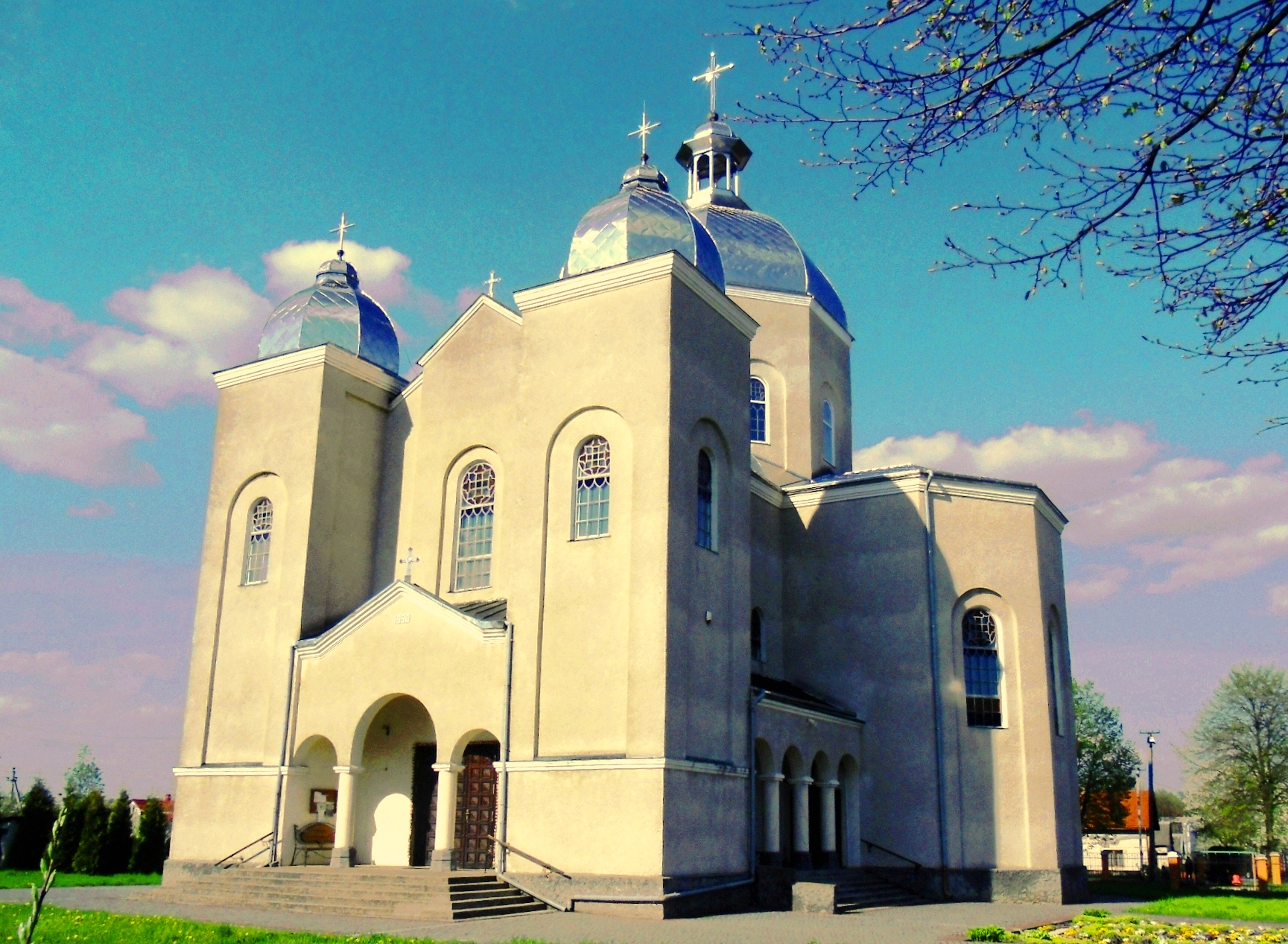
Ortskirche

Am 12. Juni 2020 wurde das Dorf ein Teil der neu gegründeten Landgemeinde Sokilnyky im Rajon Lwiw; bis dahin bildete das Dorf zusammen mit dem Dorf Hodowyzja die gleichnamige Landratsgemeinde im Rajon Pustomyty.

## Geschichte
1431 wurden 40 Hufen vom König Władysław II. Jagiełło dem lateinischen Erzbistum Lemberg übergeben. Das deutschrechtliche Dorf wurde im Jahr 1491 als Basyowka erwähnt. Der besitzanzeigende Name ist vom Gründer Baś(a) (eine Diminutivform des Personennamens Balthasar) abgeleitet.
Das Dorf gehörte zunächst zur Adelsrepublik Polen-Litauen, Woiwodschaft Ruthenien, Lemberger Land. Bei der Ersten Teilung Polens kam das Dorf 1772 zum neuen Königreich Galizien und Lodomerien des habsburgischen Kaiserreichs (ab 1804).
Das Dorf gehörte zur geschlossenen, polnischen Sprachinsel von Lemberg. Im Jahre 1900 hatte die Gemeinde Basiówka 85 Häuser mit 544 Einwohnern, davon alle waren polnischsprachig, 394 waren römisch-katholisch, 145 griechisch-katholisch, 5 waren Juden.
Nach dem Ende des Polnisch-Ukrainischen Kriegs 1919 kam Bassiwka zu Polen. Im Jahre 1921 hatte die Gemeinde Basiówka 107 Häuser mit 693 Einwohnern, davon 604 waren Polen, 89 Ruthenen, 513 waren römisch-katholisch, 168 griechisch-katholisch, es gab 12 Juden (Religion).
Im Zweiten Weltkrieg gehörte es zuerst zur Sowjetunion und ab 1941 zum Generalgouvernement, ab 1945 wieder zur Sowjetunion, heute zur Ukraine. Die Polen wurden im Jahre 1946 nach Polen umgesiedelt.
Zur besonderen Sehenswürdigkeiten gehört ein geschütztes Arboretum. 2014 wurde auch ein Museum der Ukrainischen Aufständischen Armee (UPA) im Ort eröffnet.